# Dick Jol
Dick Jol (nascut el 29 de març de 1956) és un exàrbitre de futbol neerlandès, conegut sobretot per haver arbitrat tres partits durant el Campionat d'Europa de Futbol de la UEFA del 2000, celebrat a Bèlgica i els Països Baixos.

## Primers anys
Nascut a Scheveningen, Holanda del Sud, Jol va començar com a futbolista, i jugava com a davanter; va jugar diversos partits amb el NEC Nijmegen a la lliga neerlandesa, abans de marxar a Bèlgica, on va jugar per equips com el Menen, el Berchem Sport i el KV Kortrijk.

## Carrera professional
Jol va ser l'àrbitre de la final del Campionat Mundial de Clubs de la FIFA 2000 entre el Corinthians i el Vasco da Gama.  Va ser l'àrbitre encarregat del partit amistós internacional entre la República d'Irlanda i Anglaterra a Lansdowne Road el 1995, que es va suspendre a causa d'un violent desordre per part dels seguidors anglesos.  Va arbitrar el seu primer partit internacional de la selecció A el 1993  i el seu últim partit oficial el 2001, quan va arribar al límit d'edat de la FIFA de 45 anys. Jol va ser assignat a la final de la Lliga de Campions de la UEFA del 2001 entre el FC Bayern de Múnic i el València CF, en la qual va xiular tres penals durant els 90 minuts abans que el resultat finalment es decidís a la tanda de penals.